# 1766年の相撲
1766年の相撲（1766ねんのすもう）は、1766年の相撲関係のできごとについて述べる。

## 本場所など
- 3月場所（江戸相撲）[1]
  - 興行場所:芝神明社境内
  - 5月2日（旧3月24日）より晴天9日間興行
- 5月場所（大阪場所）[1]
  - 興行場所:堀江
  - 晴天10日間興行
- 6月場所（京都相撲）[1]
  - 興行場所:祇園北林
- 8月場所（大阪相撲）[1]
  - 興行場所:難波新地
  - 9月14日（旧8月11日）より興行
- 8月場所（京都相撲）[1]
  - 興行場所:二条河原
- 10月場所（江戸相撲）[2]
  - 興行場所:深川八幡社境内
  - 11月17日（旧10月15日）より晴天8日間興行
- 他、大坂相撲で秋の勧進相撲あり[2]。